# Themis förlag
Themis förlag är ett svenskt bokförlag, grundat 2001 av författaren och översättaren Ingmar Simonsson.